# Castle Wolfenstein
Castle Wolfenstein é um jogo eletrônico desenvolvido em 1981 pela Muse Software para o Apple II. Sendo portado mais tarde para o DOS, Atari 8-bit e Commodore 64. Foi o primeiro jogo a trazer vozes digitalizadas e também o criador do gênero de jogos Stealth.

## Jogabilidade
No jogo os principais objetivos são percorrer os níveis do Castelo Wolfenstein, onde o jogador começa preso, para encontrar planos de guerra secretos e escapar vivo.
Possui dois tipos de armas, uma pistola e granadas, estas quebram paredes, mas, se o jogador estiver muito perto, elas o matarão. Há a possibilidade de revistar corpos e até mesmo render guardas, em busca de munições, chaves e coletes à prova de balas, e abrir baús espalhados pelas salas, para encontrar munições, comida, medalhas e coletes.
Outra característica inovadora é a possibilidade de salvar o jogo e um sistema de ranks, no qual o jogador vai evoluindo à medida que progride no jogo.

## Recepção
Estreando em setembro de 1981, Castle Wolfenstein vendeu 20.000 cópias em junho de 1982. A Creative Computing Video & Arcade Games criticou a jogabilidade lenta da versão da Apple, mas concluiu que "a emoção da fuga vale a espera". A versão Apple II recebeu um Certificado de Mérito na categoria "Computer Game of the Year" no 4.º Arkie Awards anual.:32
Uma pesquisa da Computer Gaming World de jogos de estratégia e guerra de 1991 deu a Castle Wolfenstein uma e meia estrela de cinco. No entanto, em 1996, a revista denominou Castle Wolfenstein o 116.º melhor jogo de todos os tempos.